# Jožin z bažin
A Jožin z bažin (magyarul: Józsi a mocsárból) egy tréfás cseh dal, amelyet Ivan Mládek és a Banjo Band adott elő. A dalt Ivan Mládek írta és 1977-ben jelent meg kislemezen, B-oldalán az Ušní Příhoda című dallal. A dal több mint harminc évvel később, 2008 elején került ismét a figyelem középpontjába, amikor Lengyelországban vezette a rádiós slágerlistákat. A dal ezen kívül Ausztriában, Magyarországon és Oroszországban is népszerű volt.
A dalt a Metallica is előadta 2018-as prágai koncertjén.

## Paródiák és átiratok
A dalnak rengeteg paródiája és átirata született az utóbbi években.